# Lydia Steier
Lydia Steier, née en 1978 à Hartford (Connecticut), est une  metteuse en scène d'opéras américaine.

## Biographie
Elle étudie le chant au Oberlin Conservatory of Music dans l'Ohio et la mise en scène à l'Université Carnegie-Mellon. Bénéficiaire d'une bourse du programme Fulbright elle se rend à Berlin en 2002. Au cours de son séjour elle réalise une production multimédia : Huit chansons pour un roi fou de Peter Maxwell Davies, et met en scène la pièce de théâtre d'Eugène Ionesco La Leçon. Elle poursuit son travail au Komische Oper Berlin, au Staatsoper Stuttgart. Au Théâtre national allemand de Weimar, elle créé, en 2009, simultanément Der Bajazzo de Ruggero Leoncavallo et Turandot de Ferruccio Busoni. Son travail est salué par la presse. Ses nombreuses créations ont lieu principalement en Allemagne et en Autriche, mais également aux États-Unis.

## Mises en scène

### Caractéristiques de ses créations et accueil critique
Elle parle de son approche générale : « Je dois réussir à rendre mon idée plausible aux musiciens et aux chanteurs. J'étais une chanteuse. Je ne joue pas contre les chanteurs, mais avec eux. Je m'assure toujours qu'ils puissent bien respirer. Je pense vocalement... »
Jean-Luc Clairet commente la création The Rake's Progress à Bâle, en 2018 : « Un bijou signé Lydia Steier... Sollicitant en virtuose les lumières comme rarement, le blanc aveuglant comme les clignotements de comédie musicale, elle traque le sens de cette Carrière d’un débauché déclinée de 1732 à 1733 en huit tableaux par William Hogarth. »
Marie-Aude Roux commente dans le journal Le Monde la création de La Flûte enchantée au festival de Salzbourg : « Il faut une vraie trempe pour oser s’attaquer à cet opéra emblématique, dont fleurissent les mises en scène historiques. Mais l’Américaine n’a visiblement pas froid aux yeux et relève le défi avec un vrai parti pris scénique, dont la réalisation foisonnante gagnerait néanmoins à être retravaillée dans l’épure. »
Par la suite elle fait encore parler d'elle quand elle monte un Salomé très controversé à l'Opéra de Paris en 2022 avec Elza van den Heever dans le rôle-titre, mise en scène reprise en 2024 et qui vit le triomphe sur scène de Lise Davidsen.

### Mises en scène d'opéra
- Lohengrin de Richard Wagner à l'Opéra de Los Angeles, 2010
- Madame Butterfly, de Giacomo Puccini, à Brême, 2011
- La Veuve joyeuse de Franz Lehár à Weimar, 2011
- Aida de Giuseppe Verdi au Théâtre Heidelberg, 2011
- La finta giardiniera de Mozart Théâtre du Prince-Régent de Munich
- Giulio Cesare in Egitto (Jules César en Égypte) de Georg Friedrich Haendel au Komische Oper de Berlin en tant que metteur en scène invité.
- Platée de Jean-Philippe Rameau (Lydia Steier est chorégraphe), 2013
- Perelà, uomo di fumo de Pascal Dusapin au Staatstheater Mainz (théâtre d'Etat de Mayence) saison 2014-2015
- Armide de Christoph Willibald Gluck  au Staatstheater Mainz (théâtre d'Etat de Mayence) saison 2016-2017
- Licht de Karlheinz Stockhausen, Bâle, 2016[7]
- Alcina de Georg Friedrich Händel, Bâle, 2017
- The Rake's Progress d'Igor Stravinsky, Bâle, 2018
- La Flûte enchantée de Mozart, Festival de Salzbourg, Autriche, 2018, sorti en DVD chez Major C en 2019[8].
- La Fanciulla del West de Puccini, Staatsoper de Berlin, juin 2021, reprise en juin 2024[9]
- Salomé de Richard Strauss, Opéra de Paris, 2022 (reprise en 2024)
- La Vestale de Spontini, Opéra de Paris, juin 2024[10]